# Felsőpokorágy

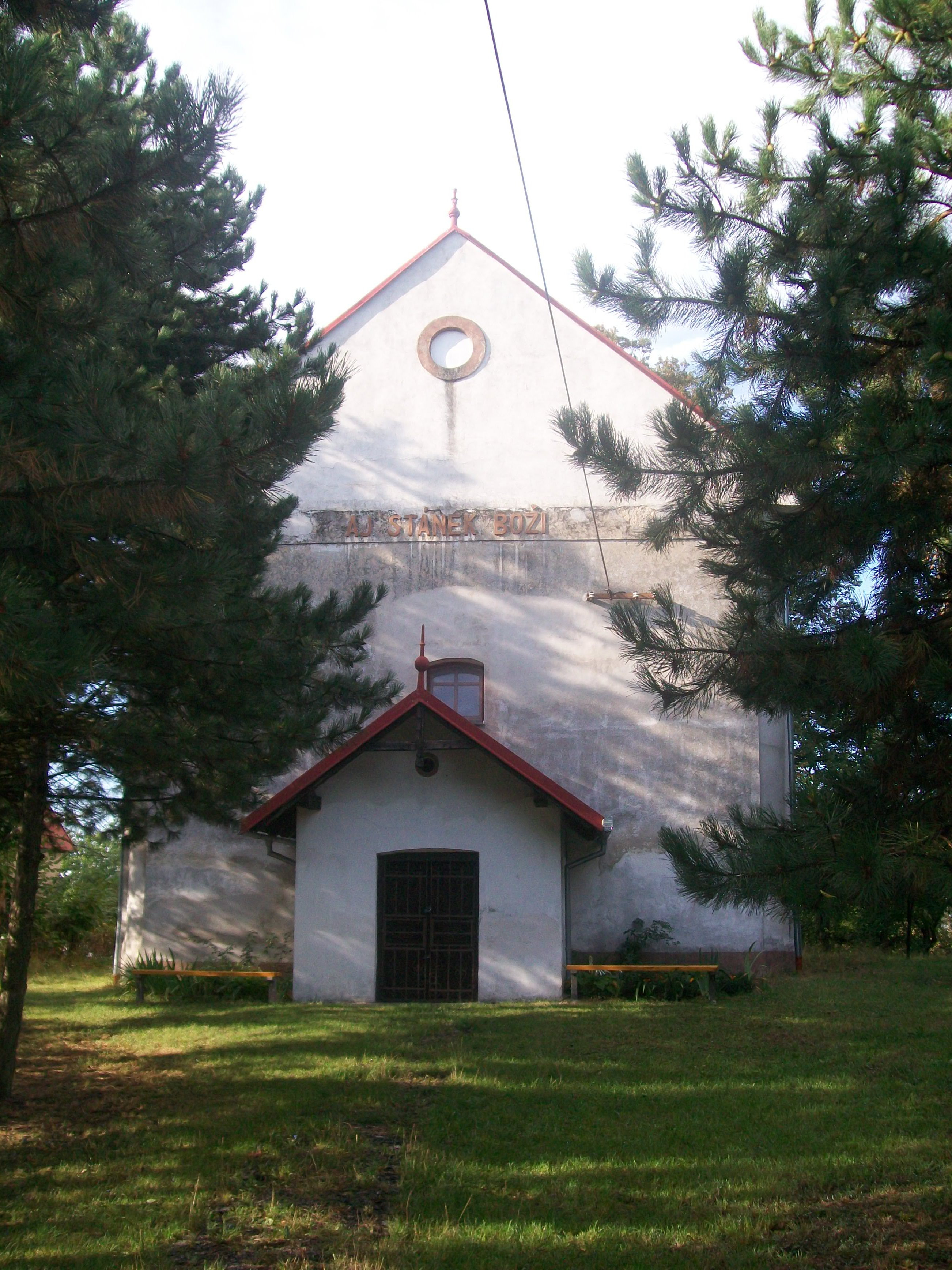
Evangélikus templom

Felsőpokorágy (szlovákul Vyšná Pokoradz) Rimaszombat településrésze, 1974-ig önálló község Szlovákiában, a Besztercebányai kerület Rimaszombati járásában.

## Fekvése
Felsőpokorágy egyike Rimaszombat hét kataszteri területének, területe 9,016 km². A városközponttól 4 km-re északra fekszik, a Tóthegymegre vezető út mentén.

## Története
Területén már a késő kőrézkorban is éltek emberek, ezt bizonyítja a bankai határrészen 1984-ben megtalált leletegyüttes.
A falunak már az Árpád korban volt temploma, helyén épült a mai templom 1797-ben.
Vályi András szerint: „Alsó, Felső Pokorágy. Két tót falu Hont Vármegyében, földes Uraik G. K. Berényi, Lusinszky, G. Szendrei Török, és Jekelfalusi Uraságok, lakosaik leg inkább evangelikusok, fekszenek Zeherjéhez közel, Rima Szombatnak is szomszédságában, mellynek filiáji, határbéli földgyeik jó termékenységűek, boraik gyengék, piatzozások Rimaszombatban, holott fuhatozással is keresik élelmeket, gyümöltsök, mikor terem, elég van.”
Fényes Elek szerint: „Pokorágy, (Felső), tót falu, Gömör-Kis-Hont vmegyében, Rimaszombathoz egy órányira: 11 kath., 439 evang. lak., evang. anya sz. egyházzal; jó kőbányával; erdővel s termékeny szántóföldekkel. F. u. az osgyáni uradal.”
Gömör-Kishont vármegye monográfiája szerint: „Felsőpokorágy, Rimaszombat közelében fekvő tót kisközség, 75 házzal és 363 ág. ev. h. vallású lakossal. Hajdan Ajnácskő vár tartozéka volt és mint ilyen előbb a Rákóczy-féle csetneki, majd az osgyáni uradalomhoz tartozott. Legrégibb urai a XV. század elején a Pokorágyi és ezek után a Csicsery családok voltak. Később az Abaffy, Rakovszky, Jekelfalussy, Palkovich, Hellebrondt és a Szentmiklóssy család volt a birtokosa. Az ág. ev. templom a régi árpádkori templom helyén 1797-ben épült s egy XVII. századbeli érdekes kelyhet őriz. A község postája, távírója és vasúti állomása Rimaszombat.”
A trianoni békeszerződésig Gömör-Kishont vármegye Rimaszombati járásához tartozott. 1938 és 1944 között újra Magyarország része.
1974-ben Alsópokorágy, Dúsa és Mezőtelkes községekkel együtt Rimaszombathoz csatolták.

## Népessége
1910-ben 345, többségben szlovák lakosa volt.
1921-ben 328 lakosából 313 volt szlovák nemzetiségű, 287 evangélikus vallású.

## Híres emberek
- Itt született 1813. május 24-én Kmety György 48-as honvéd tábornok, később a török hadsereg tábornoka.
- Itt született 1925. augusztus 19-én Július Alberty egyetemi oktató.
- Itt élt lelkészként a 19. században Hüvössy Lajos régész, a rimaszombati múzeum egyik alapítója.

## Nevezetességei
- A Kőjankó nevű kirándulóhely természetvédelmi terület, értékes növényi társulásokkal, közelében sok barlang található, melyek kőfejtés következtében keletkeztek.
- Határában negyedkori keletkezésű tó látható.